# 國立白河高級商工職業學校
國立白河高級商工職業學校，簡稱白河商工、白商，位於臺南市白河區，前身為1927年設立的柳營農業補習學校，現校址原為1924年設立的白河公園。

## 簡史
- 1927年，柳營農業補習學校創立於柳營庄柳營222番地
- 1930年4月1日，柳營農校廢止，遷至新營街390番地成立新營農業補習學校，係由新營郡的各街庄組合成立[1]
- 1937年4月，校名改為新營農業專修學校
- 1944年8月，遷址至新營街510番地的新營高中現址[2]
- 1945年10月，改制為台南縣立新營初級農業職業學校
- 1946年8月，播遷校址至白河鎮白河公園，公園廢止
- 1959年8月，改制為五年制農校，改稱台南縣立新營農業職業學校
- 1962年8月，改制為台南縣立新營商業職業學校
- 1968年8月，改制台灣省立白河商業職業學校
- 1970年7月，改制台灣省立白河高級商業職業學校，並附設高級商業進修補習學校
- 1971年7月，增設工科，更名為台灣省立白河高級商工職業學校
- 2000年2月，更名為國立白河高級商工職業學校

## 教學單位
日間部
- 商業經營科
- 資料處理科
- 電機科
- 資訊科
- 機械科
- 製圖科
- 土木科
- 綜合職能科
- 水電科
- 汽車修護科

## 社團
- 領導服務社（學生自治幹部）
- 班聯會
- 漆彈社
- 籃球A
- 籃球B
- 桌上遊戲社
- 動漫社
- 電影欣賞社
- 春暉社
- 麵包烘焙社
- 電腦程式設計社
- 排球社
- 羽球社
- 木球社
- 圖書之友社
- 吉他社
- 管樂社
- 經濟學研究社
- 紫錐志工服務社
- 白商青年社
- 動畫設計研究社
- 圖書之友社

## 外部連結
- 國立白河高級商工職業學校（页面存档备份，存于）